# William Barnes (Richter)
William Barnes, auch William Barons, († 10. oder 11. Oktober 1505) war ein englischer Kleriker und Jurist. Von 1504 bis 1505 war er Bischof von London.

## Leben
Barnes entstammte einer Familie, die in Hadleigh in Suffolk begütert war. Er hatte mindestens zwei Schwestern. Seine kirchliche Laufbahn zeichnete sich schon früh ab, hatte er doch einen Onkel der Priester war. 1488 wurde er zum Fellow am All Souls College der Universität Oxford ernannt. Am 1. Februar 1499 promovierte er zum Doctor of Civil Law in Bologna. Während der Vakanz des Erzbischofssitzes von Canterbury (1500–1501) wurde Barnes Mitglied der dortigen Übergangsregierungskommission. Er war dadurch ein Mitarbeiter und Ratgeber König Heinrichs VII. und verdankte diesem zumindest seinen weiteren Aufstieg. Zwischen Dezember 1500 und Juni 1502 sicherte er sich die Pfarreien von Beaconsfield in Buckinghamshire, Gedney in Lincolnshire, East Peckham in Kent und Bosworth in Leicestershire, und wurde 1503 Pfründner von Wells in Somerset und Pfarrer von Therfield in Hertfordshire. Zur Hochzeit des Kronprinzen Arthur mit Katharina von Aragon in der St Paul’s Cathedral, 1501, lieferte Barnes den päpstlichen Dispens, der die Eheschließung erlaubte. 1501 erhielt er einen Ruf als Professor für Privatrecht an seine Alma Mater in Oxford. Zum 2. Februar 1502 wurde er als Fellow am Lincoln’s Inn zugelassen. Zur selben Zeit erhielt er als Master of the Rolls das Amt des Vorsitzenden Richters der Zivilrechtsabteilung am Court of Appeal. Dieses Amt hatte er bis zum 13. November 1504 inne. Nach dem Tod des Kronprinzen Arthur gehörte Barnes der Kommission an, die mit König Ferdinand von Aragon die Verlobung von Katharina von Aragon mit dem neuen Kronprinzen Heinrich (VIII.) verhandelte. Am 2. August 1504 wurde Barnes auf Vorschlag König Heinrichs VII. vom Heiligen Stuhl zum Bischof von London ernannt und am 26. November zum Bischof geweiht. Dieses Amt übte er bis zu seinem Tod aus. Beigesetzt wurde er in der St Paul’s Cathedral.